# Alfdorf
Alfdorf là một đô thị ở Đức. Đô thị này được lập năm 1972 thông qua việc hợp nhất các đô thị Alfdorf, Pfahlbronn và Vordersteinenberg.
Đô thị này thuộc huyện Rems-Murr trong vùng Stuttgart.
Một phần của khu bảo tồn Schwäbisch-Fränkischer Wald nằm ở khu vực này.

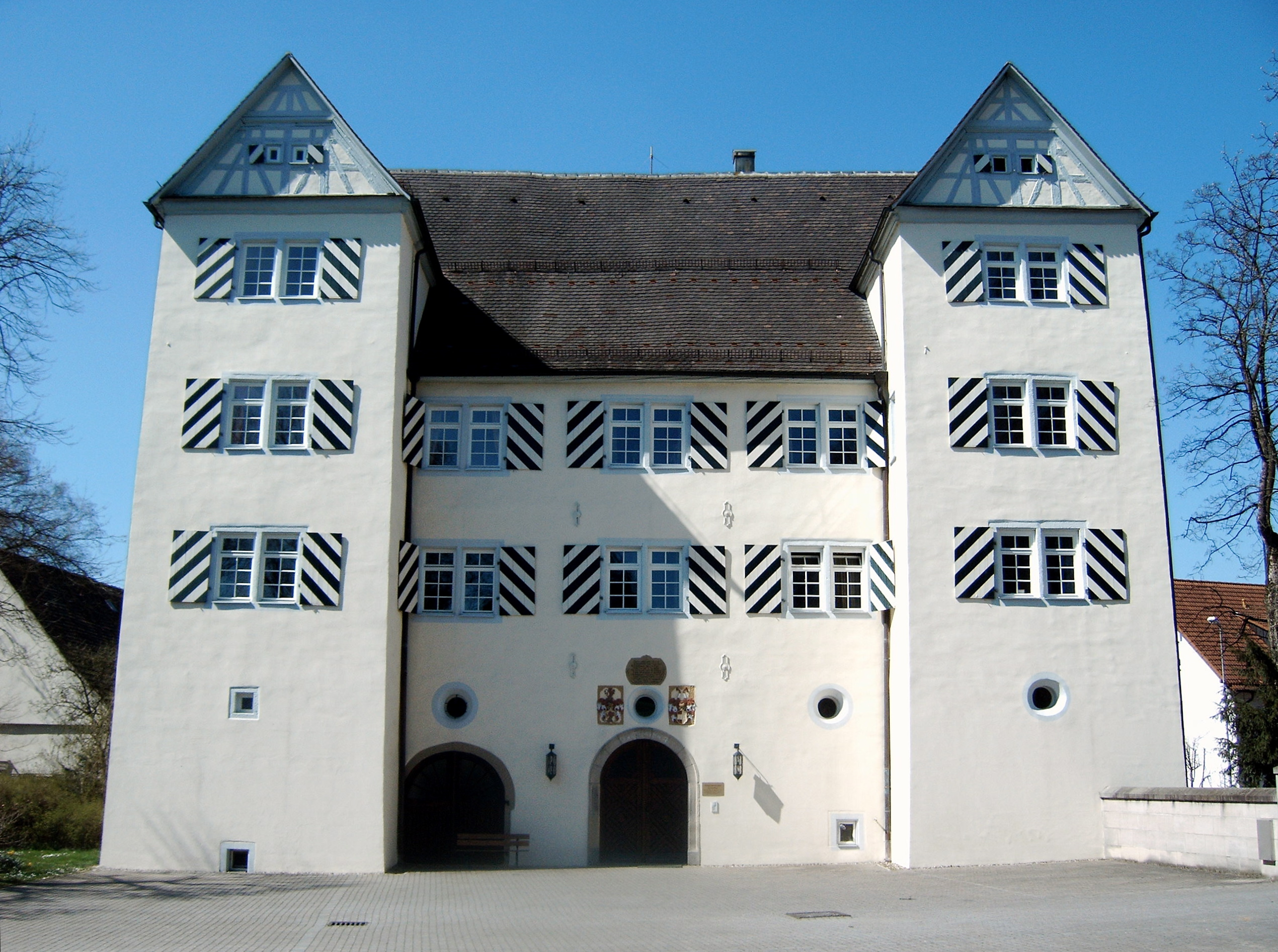
Toà thị chính Alfdorf